# 蘇格蘭飲食

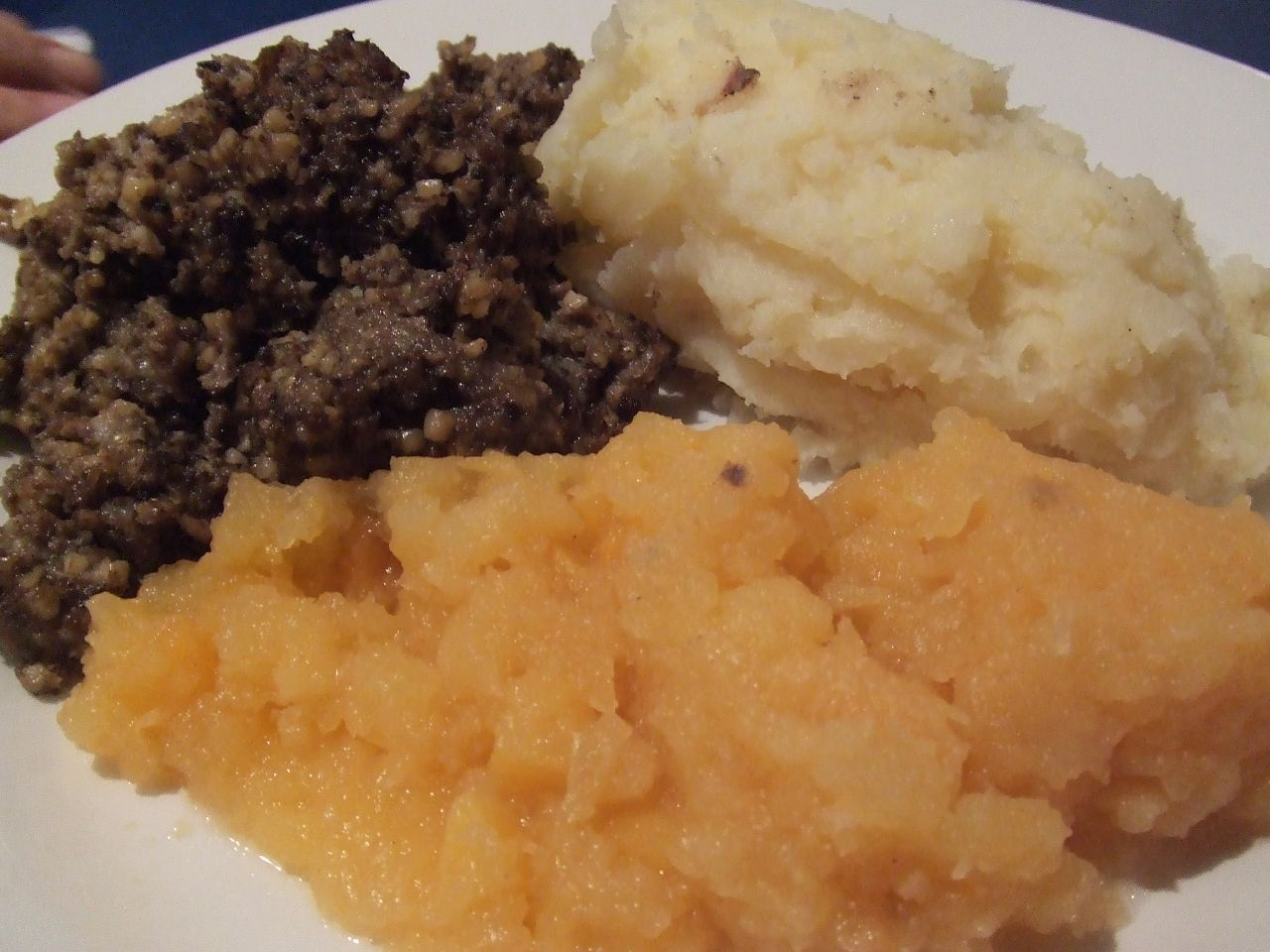
肉馅羊肚, 芜菁甘蓝和马铃薯

蘇格蘭飲食（英語：Scottish cuisine）是指蘇格蘭的傳統飲食文化和烹飪方法。蘇格蘭有其獨特的烹飪方法，同時也受到英國其他地區和歐洲飲食文化的很強影響。作為受到外國飲食文化影響的結果，蘇格蘭飲食既傳統又現代，在蘇格蘭既可以品嚐到傳統的蘇格蘭菜餚，也有移民帶來的世界各地的飲食。蘇格蘭是野味、魚類、水果、蔬菜等天然食材的寶庫，大多數蘇格蘭菜餚的料理方法頗為簡單。由於來自海外的香辛料價格高昂，蘇格蘭菜餚較少使用香料。在中世紀晚期和近代早期這個時代，法國飲食通過老同盟關係的文化交流而給蘇格蘭飲食帶來很大影響，特別是在瑪麗一世時期。

## 主要特色菜肴
- 肉餡羊肚
- 蘇格蘭蛋

## 外部連結
- Scottish Food （页面存档备份，存于） — Scottish Food & Drink